# Orval H. Hansen

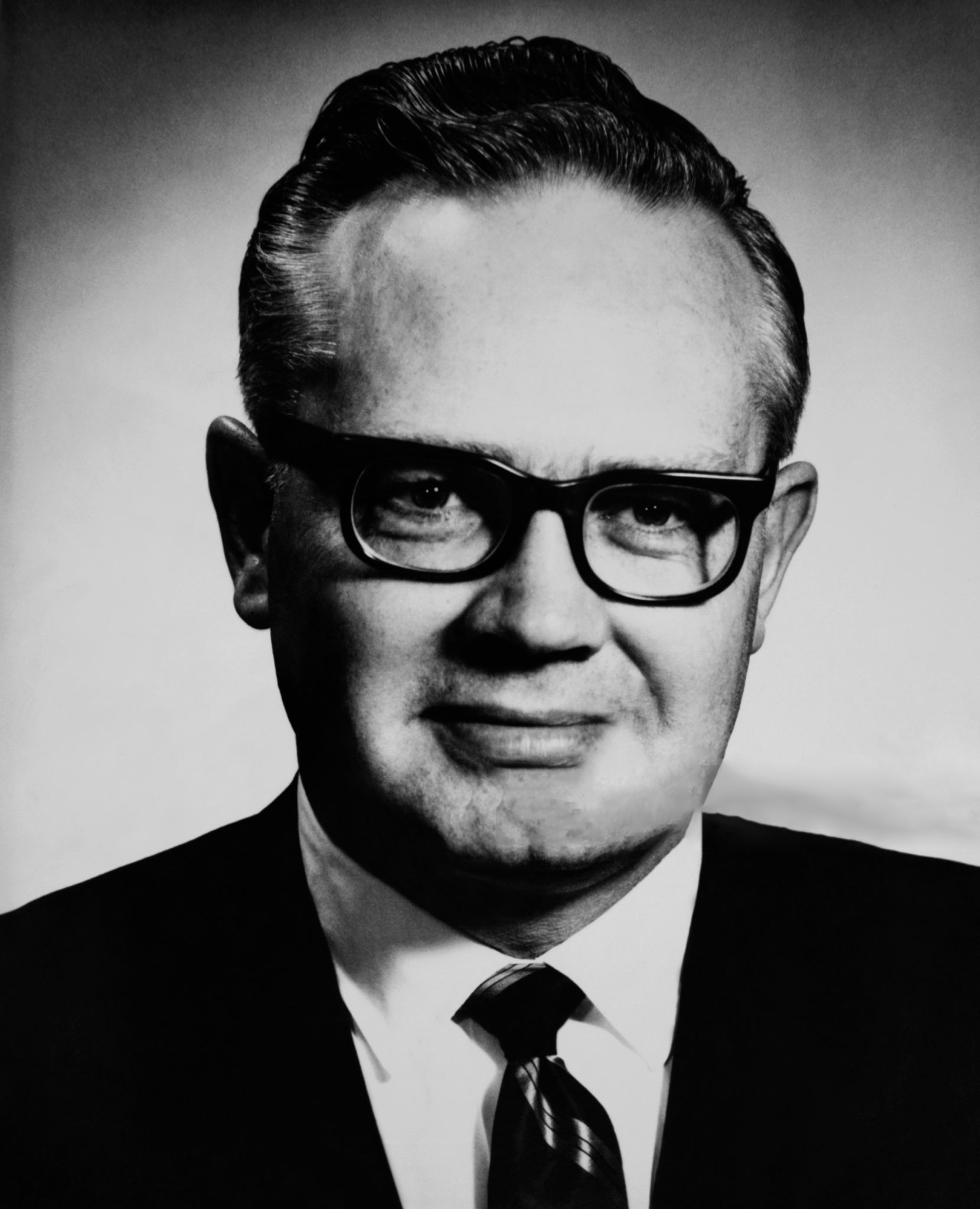
Orval H. Hansen, 1971

Orval Howard Hansen (* 3. August 1926 in Firth, Bingham County, Idaho; † 2. November 2017 in Boise, Idaho) war ein US-amerikanischer Politiker der Republikanischen Partei. Zwischen 1969 und 1975 vertrat er den zweiten Distrikt des Bundesstaates Idaho im US-Repräsentantenhaus.

## Frühe Jahre
Orval Hansen besuchte die öffentlichen Schulen in Idaho Falls. Von 1944 bis 1946 diente er in der US-Marine. Später war er Mitglied der Reserve der US-Luftwaffe. Bis 1950 studierte er an der University of Idaho und danach bis 1954 an der George Washington University Jura. Dann setzte er seine Ausbildung an der University of London in England fort. Zwischen 1956 und 1968 arbeitete Hansen als Rechtsanwalt.

## Politische Laufbahn
Orval Hansen wurde Mitglied der Republikanischen Partei. In den Jahren 1956, 1958, 1960 und 1964 wurde er in das Repräsentantenhaus von Idaho gewählt. Von 1961 bis 1962 war er Fraktionsvorsitzender der Republikaner. Im selben Jahr kandidierte er erfolglos für das US-Repräsentantenhaus. 1966 wurde Orval Hansen Mitglied des Staatssenats.
1968 wurde er im zweiten Wahlbezirk von Idaho in das US-Repräsentantenhaus gewählt, wo er am 3. Januar 1969 George V. Hansen ablöste. Nach zwei Wiederwahlen konnte er sein Mandat im Kongress bis zum 3. Januar 1975 ausüben. Für die Wahlen des Jahres 1974 war er von seiner Partei nicht mehr nominiert worden. Sein Sitz fiel wieder an George Hansen.

## Weiterer Lebenslauf
Nach dem Ende seiner politischen Tätigkeit arbeitete Orval Hansen wieder als Rechtsanwalt. 1977 wurde er Gründer und Präsident des Columbia Institute for Political Research. Hansen war mit June Duncan aus England verheiratet, mit der er sieben Kinder hatte. Das Paar lebte in Idaho Falls. Sein Sohn James „Jim“ Duncan Hansen ist auch Politiker und saß von 1988 bis 1994 im Repräsentantenhaus von Idaho, er kandidierte im Jahr 2006 erfolglos für das US-Repräsentantenhaus, allerdings als Mitglied der Demokraten.